# Sói thảo nguyên
Sói thảo nguyên (Canis lupus campestris), hay còn được biết đến là Sói Biển Caspi là một Phân loài sói xám có nguồn gốc từ thảo nguyên Caspi, các vùng thảo nguyên Kavkaz, hạ vùng Volga, phía nam của Bắc Kazakhstan cho tới trung lưu sông Emba, vùng phía Bắc dãy Ural, và các vùng thảo nguyên thấp tại Các quốc gia hậu Xô viết ở châu Âu. Nó cũng có thể được bắt gặp ở bắc Afghanistan và Iran, đôi khi là ở những thảo nguyên của Rumani và Hungary. Cuốn tiểu thuyết Sói thảo nguyên của nhà văn người Đức Hermann Hesse chính là được lấy từ loài động vật này.
Rueness cho rằng loài sói thảo nguyên ở Kavkaz không đủ khác biệt về mặt di truyền để có thể coi là một phân loài, nhưng có thể coi là một hình thái học đại diện địa phương của loài Sói xám. Ở Kazakhstan, người dân nuôi giữ chúng như là chó bảo vệ.

## Mô tả
Nó có kích thước trung bình, nặng 35–40 kg (77–88 lb), do đó hơi nhỏ hơn so với sói Á-Âu và lông của nó thô và ngắn hơn. Các chi có màu xám nhạt, và lưng có màu xám hoặc nâu nhạt kết hợp với màu đen mạnh mẽ. Lông trên vai thường không vượt quá 70–75 mm. Loài sói thảo nguyên ở Trung Á và Kazakhstan có xu hướng có nhiều tông màu đỏ hơn. Hộp sọ chúng dài 224–22 mm và rộng 128–152 mm. Chúng thi thoảng là loài cuồng sát gây ra cái chết cho nhiều con Hải cẩu Caspi.